# Copa Libertadores da América de 1990
A Taça Libertadores da América de 1990 foi a 31.ª edição do torneio, vencida pelo Club Olimpia, do Paraguai após derrotar o Barcelona Sporting Club do Equador com um placar somado de 3 a 1 na final. 

## Fase de grupos
|  | Equipes classificadas para a fase final |
|  | Equipes eliminadas                      |

### Grupo 1
| Equipe                 | Pts | J | V | E | D | GP | GC | SG |
| ---------------------- | --- | - | - | - | - | -- | -- | -- |
| Emelec                 | 6   | 6 | 2 | 2 | 2 | 9  | 8  | 1  |
| The Strongest          | 6   | 6 | 3 | 0 | 3 | 8  | 7  | 1  |
| Barcelona de Guayaquil | 6   | 6 | 2 | 2 | 2 | 6  | 7  | -1 |
| Oriente Petrolero      | 6   | 6 | 2 | 2 | 2 | 6  | 7  | -1 |

| Data        | Cidade     | Partida                | Partida | Partida                |
| ----------- | ---------- | ---------------------- | ------- | ---------------------- |
| 14 de março | La Paz     | The Strongest          | 2 – 0   | Oriente Petrolero      |
| 14 de março | Guayaquil  | Barcelona de Guayaquil | 0 – 0   | Emelec                 |
| 20 de março | La Paz     | The Strongest          | 4 – 3   | Emelec                 |
| 23 de março | Santa Cruz | Oriente Petrolero      | 1 – 0   | Emelec                 |
| 27 de março | Guayaquil  | Barcelona de Guayaquil | 2 – 1   | Oriente Petrolero      |
| 30 de março | Guayaquil  | Emelec                 | 2 – 2   | Oriente Petrolero      |
| 4 de abril  | Santa Cruz | Oriente Petrolero      | 1 – 0   | The Strongest          |
| 4 de abril  | Guayaquil  | Emelec                 | 3 – 1   | Barcelona de Guayaquil |
| 10 de abril | La Paz     | The Strongest          | 2 – 1   | Barcelona de Guayaquil |
| 14 de abril | Santa Cruz | Oriente Petrolero      | 1 – 1   | Barcelona de Guayaquil |
| 17 de abril | Guayaquil  | Barcelona de Guayaquil | 1 – 0   | The Strongest          |
| 20 de abril | Guayaquil  | Emelec                 | 1 – 0   | The Strongest          |

#### Desempate (3º lugar)
| Data         | Cidade     | Partida           | Partida       | Partida           |
| ------------ | ---------- | ----------------- | ------------- | ----------------- |
| 6 de agosto  | Guayaquil  | Barcelona SC      | 3 - 1         | Oriente Petrolero |
| 13 de agosto | Santa Cruz | Oriente Petrolero | 3 - 2 (4-5 p) | Barcelona SC      |

### Grupo 2
O Campeonato Colombiano 1989 foi suspenso devido ao assassinato de um árbitro de futebol nas mãos de um cartel de drogas. Nenhum campeão e vice-campeão foi gravado, por isso não houve participação da Colômbia no Grupo 2 da primeira fase desta Copa. Por conta disso, o Olimpia, vencedor do Grupo 5 e que deveria enfrentar o terceiro colocado deste grupo nas oitavas de final, foi direto às quartas de final.
O Atlético Nacional, campeão da Copa Libertadores 1989, foi direto às oitavas de final, e teve de mandar seus jogos no Chile pois a CONMEBOL havia proibido a Colômbia de sediar partidas de competições internacionais.
| Equipe        | Pts | J | V | E | D | GP | GC | SG |
| ------------- | --- | - | - | - | - | -- | -- | -- |
| Independiente | 3   | 2 | 1 | 1 | 0 | 1  | 0  | 1  |
| River Plate   | 1   | 2 | 0 | 1 | 1 | 0  | 1  | -1 |

| Data        | Cidade       | Partida       | Partida | Partida       |
| ----------- | ------------ | ------------- | ------- | ------------- |
| 25 de março | Buenos Aires | River Plate   | 0 – 0   | Independiente |
| 1 de abril  | Avellaneda   | Independiente | 1 – 0   | River Plate   |

### Grupo 3
| Equipe               | Pts | J | V | E | D | GP | GC | SG |
| -------------------- | --- | - | - | - | - | -- | -- | -- |
| Colo-Colo            | 8   | 6 | 3 | 2 | 1 | 9  | 5  | 4  |
| Universidad Católica | 7   | 6 | 2 | 3 | 1 | 6  | 4  | 2  |
| Unión Huaral         | 5   | 6 | 1 | 3 | 2 | 5  | 9  | -4 |
| Sporting Cristal     | 4   | 6 | 1 | 2 | 3 | 4  | 6  | -2 |

| Data        | Cidade   | Partida              | Partida | Partida              |
| ----------- | -------- | -------------------- | ------- | -------------------- |
| 11 de abril | Santiago | Univ. Católica       | 0 – 0   | Colo-Colo            |
| 11 de abril | Lima     | Sporting Cristal     | 0 – 0   | Unión Huaral         |
| 17 de abril | Lima     | Sporting Cristal     | 0 – 0   | Universidad Católica |
| 20 de abril | Lima     | Unión Huaral         | 1 – 0   | Universidad Católica |
| 24 de abril | Lima     | Sporting Cristal     | 1 – 2   | Colo-Colo            |
| 27 de abril | Lima     | Unión Huaral         | 1 – 1   | Colo-Colo            |
| 4 de maio   | Santiago | Colo-Colo            | 1 – 2   | Universidad Católica |
| 4 de maio   | Lima     | Unión Huaral         | 0 – 3   | Sporting Cristal     |
| 8 de maio   | Santiago | Universidad Católica | 2 – 0   | Sporting Cristal     |
| 12 de maio  | Santiago | Colo-Colo            | 2 – 0   | Sporting Cristal     |
| 15 de maio  | Santiago | Colo-Colo            | 3 – 1   | Unión Huaral         |
| 18 de maio  | Santiago | Universidad Católica | 2 – 2   | Unión Huaral         |

### Grupo 4
| Equipe              | Pts | J | V | E | D | GP | GC | SG |
| ------------------- | --- | - | - | - | - | -- | -- | -- |
| Progreso            | 7   | 6 | 2 | 3 | 1 | 7  | 4  | 3  |
| Defensor Sporting   | 7   | 6 | 2 | 3 | 1 | 5  | 3  | 2  |
| Pepeganga Margarita | 6   | 6 | 3 | 0 | 3 | 4  | 5  | -1 |
| Mineros             | 4   | 6 | 1 | 2 | 3 | 5  | 9  | -4 |

| Data            | Cidade        | Partida             | Partida | Partida             |
| --------------- | ------------- | ------------------- | ------- | ------------------- |
| 25 de fevereiro | Montevideo    | Defensor Sporting   | 0 – 0   | Progreso            |
| 25 de fevereiro | Puerto Ordaz  | Mineros             | 1 – 0   | Pepeganga Margarita |
| 4 de março      | Puerto Ordaz  | Mineros             | 1 – 3   | Progreso            |
| 7 de março      | San Cristóbal | Pepeganga Margarita | 1 – 0   | Progreso            |
| 11 de março     | San Cristóbal | Pepeganga Margarita | 1 – 0   | Defensor Sporting   |
| 14 de março     | Puerto Ordaz  | Mineros             | 0 – 0   | Defensor Sporting   |
| 21 de março     | Montevideo    | Progreso            | 1 – 1   | Defensor Sporting   |
| 21 de março     | San Cristóbal | Pepeganga Margarita | 2 – 1   | Mineros             |
| 26 de março     | Montevideo    | Progreso            | 1 – 1   | Mineros             |
| 26 de março     | Montevideo    | Defensor Sporting   | 1 – 0   | Pepeganga Margarita |
| 29 de março     | Montevideo    | Progreso            | 2 – 0   | Pepeganga Margarita |
| 29 de março     | Montevideo    | Defensor Sporting   | 3 – 1   | Mineros             |

#### Desempate(1º lugar)
| Data       | Cidade     | Partida  | Partida | Partida           |
| ---------- | ---------- | -------- | ------- | ----------------- |
| 4 de abril | Montevideo | Progreso | 4 - 0   | Defensor Sporting |

### Grupo 5
| Equipe        | Pts | J | V | E | D | GP | GC | SG |
| ------------- | --- | - | - | - | - | -- | -- | -- |
| Olimpia       | 7   | 6 | 3 | 1 | 2 | 9  | 8  | 1  |
| Cerro Porteño | 6   | 6 | 2 | 2 | 2 | 8  | 8  | 0  |
| Vasco da Gama | 6   | 6 | 2 | 2 | 2 | 5  | 5  | 0  |
| Grêmio        | 5   | 6 | 1 | 3 | 2 | 5  | 6  | -1 |

| Data        | Cidade         | Partida       | Partida | Partida       |
| ----------- | -------------- | ------------- | ------- | ------------- |
| 14 de março | Porto Alegre   | Gremio        | 2 – 0   | Vasco da Gama |
| 14 de março | Asunción       | Olimpia       | 2 – 1   | Cerro Porteño |
| 27 de março | Asunción       | Olimpia       | 1 – 0   | Gremio        |
| 30 de março | Asunción       | Cerro Porteño | 3 – 1   | Gremio        |
| 3 de abril  | Asunción       | Olimpia       | 2 – 1   | Vasco da Gama |
| 6 de abril  | Asunción       | Cerro Porteño | 1 – 1   | Vasco da Gama |
| 18 de abril | Rio de Janeiro | Vasco da Gama | 0 – 0   | Gremio        |
| 18 de abril | Asunción       | Cerro Porteño | 3 – 2   | Olimpia       |
| 24 de abril | Porto Alegre   | Gremio        | 2 – 2   | Olimpia       |
| 24 de abril | Rio de Janeiro | Vasco da Gama | 2 – 0   | Cerro Porteño |
| 27 de abril | Rio de Janeiro | Vasco da Gama | 1 – 0   | Olimpia       |
| 27 de abril | Porto Alegre   | Gremio        | 0 – 0   | Cerro Porteño |

## Fase final

### Esquema
|  | Oitavas de final          | Oitavas de final  | Oitavas de final | Oitavas de final |       |                        | Quartas de final              | Quartas de final              | Quartas de final              | Quartas de final              |       |                        | Semifinais         | Semifinais         | Semifinais         | Semifinais         |                        |   | Final             | Final             | Final             | Final             |
|  | 4 a 15 de agosto          | 4 a 15 de agosto  | 4 a 15 de agosto | 4 a 15 de agosto |       |                        | 22 de agosto a 13 de setembro | 22 de agosto a 13 de setembro | 22 de agosto a 13 de setembro | 22 de agosto a 13 de setembro |       |                        | 5 a 26 de setembro | 5 a 26 de setembro | 5 a 26 de setembro | 5 a 26 de setembro |                        |   | 3 e 10 de outubro | 3 e 10 de outubro | 3 e 10 de outubro | 3 e 10 de outubro |
|  |                           |                   |                  |                  |       |                        |                               |                               |                               |                               |       |                        |                    |                    |                    |                    |                        |   |                   |                   |                   |                   |
|  | Progreso                  | 0                 | 2                | 2                |       |                        |                               |                               |                               |                               |       |                        |                    |                    |                    |                    |                        |   |                   |                   |                   |                   |
|  | Barcelona de Guayaquil    | 2                 | 2                | 4                |       |                        |                               |                               |                               |                               |       |                        |                    |                    |                    |                    |                        |   |                   |                   |                   |                   |
|  | Barcelona de Guayaquil    | 2                 | 2                | 4                |       | Barcelona de Guayaquil | 0                             | 1                             | 1                             |                               |       |                        |                    |                    |                    |                    |                        |   |                   |                   |                   |                   |
|  |                           |                   |                  |                  |       | Barcelona de Guayaquil | 0                             | 1                             | 1                             |                               |       |                        |                    |                    |                    |                    |                        |   |                   |                   |                   |                   |
|  |                           | Emelec            | 0                | 0                | 0     |                        |                               |                               |                               |                               |       |                        |                    |                    |                    |                    |                        |   |                   |                   |                   |                   |
|  | Emelec                    | Emelec            | 0                | 0                | 0     | 0                      | 2                             | 2                             |                               |                               |       |                        |                    |                    |                    |                    |                        |   |                   |                   |                   |                   |
|  | Emelec                    |                   |                  |                  |       | 0                      | 2                             | 2                             |                               |                               |       |                        |                    |                    |                    |                    |                        |   |                   |                   |                   |                   |
|  | Unión Huaral              | 1                 | 0                | 1                |       |                        |                               |                               |                               |                               |       |                        |                    |                    |                    |                    |                        |   |                   |                   |                   |                   |
|  | Unión Huaral              | 1                 | 0                | 1                |       |                        |                               |                               |                               |                               |       | Barcelona de Guayaquil | 0                  | 1                  | 1 (4)              |                    |                        |   |                   |                   |                   |                   |
|  |                           |                   |                  |                  |       |                        |                               |                               |                               |                               |       | Barcelona de Guayaquil | 0                  | 1                  | 1 (4)              |                    |                        |   |                   |                   |                   |                   |
|  |                           | River Plate       | 1                | 0                | 1 (3) |                        |                               |                               |                               |                               |       |                        |                    |                    |                    |                    |                        |   |                   |                   |                   |                   |
|  | Independiente             | River Plate       | 1                | 0                | 1 (3) | 6                      | 3                             | 9                             |                               |                               |       |                        |                    |                    |                    |                    |                        |   |                   |                   |                   |                   |
|  | Independiente             |                   |                  |                  |       | 6                      | 3                             | 9                             |                               |                               |       |                        |                    |                    |                    |                    |                        |   |                   |                   |                   |                   |
|  | Pepeganga Margarita       | 0                 | 0                | 0                |       |                        |                               |                               |                               |                               |       |                        |                    |                    |                    |                    |                        |   |                   |                   |                   |                   |
|  | Pepeganga Margarita       | 0                 | 0                | 0                |       | Independiente          | 0                             | 1                             | 1                             |                               |       |                        |                    |                    |                    |                    |                        |   |                   |                   |                   |                   |
|  |                           |                   |                  |                  |       | Independiente          | 0                             | 1                             | 1                             |                               |       |                        |                    |                    |                    |                    |                        |   |                   |                   |                   |                   |
|  |                           | River Plate       | 2                | 1                | 3     |                        |                               |                               |                               |                               |       |                        |                    |                    |                    |                    |                        |   |                   |                   |                   |                   |
|  | River Plate               | River Plate       | 2                | 1                | 3     | 2                      | 2                             | 4                             |                               |                               |       |                        |                    |                    |                    |                    |                        |   |                   |                   |                   |                   |
|  | River Plate               |                   |                  |                  |       | 2                      | 2                             | 4                             |                               |                               |       |                        |                    |                    |                    |                    |                        |   |                   |                   |                   |                   |
|  | Defensor Sporting         | 1                 | 1                | 2                |       |                        |                               |                               |                               |                               |       |                        |                    |                    |                    |                    |                        |   |                   |                   |                   |                   |
|  | Defensor Sporting         | 1                 | 1                | 2                |       |                        |                               |                               |                               |                               |       |                        |                    |                    |                    |                    | Barcelona de Guayaquil | 0 | 1                 | 1                 |                   |                   |
|  |                           |                   |                  |                  |       |                        |                               |                               |                               |                               |       |                        |                    |                    |                    |                    |                        | 0 | 1                 | 1                 |                   |                   |
|  |                           | Olimpia           | 2                | 1                | 3     |                        |                               |                               |                               |                               |       |                        |                    |                    |                    |                    |                        |   |                   |                   |                   |                   |
|  | The Strongest             | Olimpia           | 2                | 1                | 3     | 1                      | 1                             | 2                             |                               |                               |       |                        |                    |                    |                    |                    |                        |   |                   |                   |                   |                   |
|  | The Strongest             |                   |                  |                  |       | 1                      | 1                             | 2                             |                               |                               |       |                        |                    |                    |                    |                    |                        |   |                   |                   |                   |                   |
|  | Universidad Católica      | 3                 | 1                | 4                |       |                        |                               |                               |                               |                               |       |                        |                    |                    |                    |                    |                        |   |                   |                   |                   |                   |
|  | Universidad Católica      | 3                 | 1                | 4                |       | Universidad Católica   | 0                             | 4                             | 4                             |                               |       |                        |                    |                    |                    |                    |                        |   |                   |                   |                   |                   |
|  |                           |                   |                  |                  |       | Universidad Católica   | 0                             | 4                             | 4                             |                               |       |                        |                    |                    |                    |                    |                        |   |                   |                   |                   |                   |
|  |                           | Olimpia           | 2                | 4                | 6     |                        |                               |                               |                               |                               |       |                        |                    |                    |                    |                    |                        |   |                   |                   |                   |                   |
|  | Olimpia*                  | Olimpia           | 2                | 4                | 6     |                        |                               |                               |                               |                               |       |                        |                    |                    |                    |                    |                        |   |                   |                   |                   |                   |
|  |                           |                   |                  |                  |       |                        |                               |                               |                               |                               |       |                        |                    |                    |                    |                    |                        |   |                   |                   |                   |                   |
|  | *classificado diretamente |                   |                  |                  |       |                        |                               |                               |                               |                               |       |                        |                    |                    |                    |                    |                        |   |                   |                   |                   |                   |
|  |                           |                   |                  |                  |       |                        |                               | Olimpia                       | 2                             | 2                             | 4 (2) |                        |                    |                    |                    |                    |                        |   |                   |                   |                   |                   |
|  |                           |                   |                  |                  |       |                        |                               |                               |                               |                               | 4 (2) |                        |                    |                    |                    |                    |                        |   |                   |                   |                   |                   |
|  |                           | Atlético Nacional | 1                | 3                | 4 (1) |                        |                               |                               |                               |                               |       |                        |                    |                    |                    |                    |                        |   |                   |                   |                   |                   |
|  | Atlético Nacional         | Atlético Nacional | 1                | 3                | 4 (1) | 0                      | 1                             | 1                             |                               |                               |       |                        |                    |                    |                    |                    |                        |   |                   |                   |                   |                   |
|  | Atlético Nacional         |                   |                  |                  |       | 0                      | 1                             | 1                             |                               |                               |       |                        |                    |                    |                    |                    |                        |   |                   |                   |                   |                   |
|  | Cerro Porteño             | 0                 | 0                | 0                |       |                        |                               |                               |                               |                               |       |                        |                    |                    |                    |                    |                        |   |                   |                   |                   |                   |
|  | Cerro Porteño             | 0                 | 0                | 0                |       | Atlético Nacional      | 0                             | 1                             | 1                             |                               |       |                        |                    |                    |                    |                    |                        |   |                   |                   |                   |                   |
|  |                           |                   |                  |                  |       | Atlético Nacional      | 0                             | 1                             | 1                             |                               |       |                        |                    |                    |                    |                    |                        |   |                   |                   |                   |                   |
|  |                           | Vasco da Gama     | 0                | 0                | 0     |                        |                               |                               |                               |                               |       |                        |                    |                    |                    |                    |                        |   |                   |                   |                   |                   |
|  | Colo-Colo                 | Vasco da Gama     | 0                | 0                | 0     | 0                      | 3                             | 3 (4)                         |                               |                               |       |                        |                    |                    |                    |                    |                        |   |                   |                   |                   |                   |
|  | Colo-Colo                 |                   |                  |                  |       | 0                      | 3                             | 3 (4)                         |                               |                               |       |                        |                    |                    |                    |                    |                        |   |                   |                   |                   |                   |
|  | Vasco da Gama             | 0                 | 3                | 3 (5)            |       |                        |                               |                               |                               |                               |       |                        |                    |                    |                    |                    |                        |   |                   |                   |                   |                   |

### Final
Jogo de ida
| 3 de outubro  | Olimpia                      | 2 – 0     | Barcelona de Guayaquil | Defensores del Chaco, Assunção                  |
| 21:10 (UTC-3) | Amarilla 25' · Samaniego 78' | Relatório |                        | Público: 35 000 Árbitro: Juan Daniel Cardellino |

Olimpia: Almeida, Juan Ramírez, Miguel Ramírez, Fernández e Suárez; Guasch, Balbuena (Cubilla) e Monzón; González, Samaniego e Amarilla. Técnico: Luis Cubilla.
Barcelona: Morales, Izquierdo, Martínez, Macías e Freddy Bravo; Saralegui, Muñoz (Maldonado) e Proaño (David Bravo); Trobbiani, Jiménez e Acosta. Técnico: Miguel Brindisi.
Jogo de volta
| 10 de outubro | Barcelona de Guayaquil | 1 – 1     | Olimpia      | Estádio Monumental, Guayaquil                      |
| 19:40 (UTC-5) | Trobbiani 62'          | Relatório | Amarilla 81' | Público: 55 000 Árbitro: Juan Carlos Loustau (ARG) |

Barcelona: Morales, Izquierdo, Macías, Freddy Bravo e Guzmán (Proaño); Saralegui, Muñoz e David Bravo; Trobbiani, Urquillas e Acosta. Técnico: Miguel Brindisi.
Olimpia: Almeida, Juan Ramírez, Miguel Ramírez, Fernández e Suárez; Guasch, Balbuena e Jara (González); Monzón, Samaniego e Amarilla (Sanabria). Técnico: Luís Cubilla.
| Libertadores 1990           |
| --------------------------- |
| OLIMPIA Campeão (2º título) |